# 愛樂管樂團 (新加坡)
愛樂管樂團（英文：The Philharmonic Winds），新加坡管樂團，成立於2000年，目前擁有超過70名專職樂手。
愛樂管樂團曾與檳城藝術理事會及合作舉行普契尼的蝴蝶夫人音樂會。
2005年7月，愛樂管樂團參加荷蘭凱爾克拉德（Kerkrade）四年一度的的世界音樂大賽（World Music Contest）中，成為第一個新加坡管樂團以優異的成績奪得金奬。隨後，樂團成為第一個管樂團在2006年的新加坡藝術節演出。 2009年5月，樂團應邀演出著名的日本濱松市管樂團診療室（Band Clinic）音樂會議。

## 外部連結
- 愛樂管樂團官方網頁 （页面存档备份，存于）